# タガ (サモア)

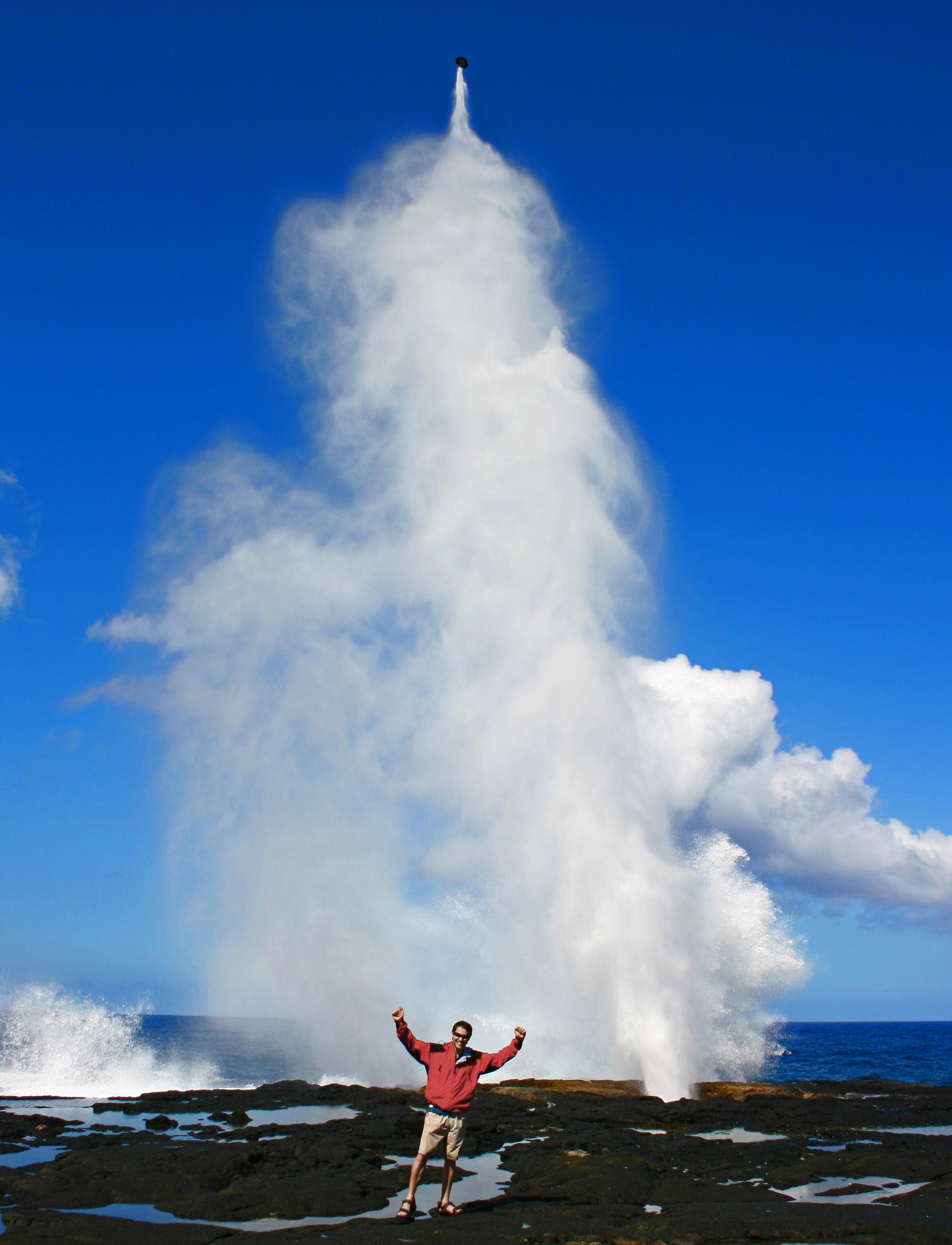
タガ噴水孔

タガ (Taga) は、サモアのサバイイ島にある村。島の南東岸に位置し、パラウリ行政区に属する。人口は753人（2006年国勢調査）。
この村の海岸沿いにはタガ噴水孔が形成されている。